# اندیس شهر سوخته
شهر سوخته یک اندیس غیرفلزی است که در حوالی شهر لوطک استان سیستان و بلوچستان قرار دارد و مادهٔ معدنی موجود در آن، خاک نسوز است.  